# Queen + Paul Rodgers Tour
Die Queen + Paul Rodgers Tour (auch bekannt als Return of the Champions Tour) war die erste Welttournee der britischen Rockband Queen (bestehend aus Gitarrist Brian May und Schlagzeuger Roger Taylor) zusammen mit dem Sänger Paul Rodgers (Free, Bad Company) unter dem Namen Queen + Paul Rodgers. Für Queen war es die erste größere Konzerttournee seit dem Ende ihrer Magic Tour im August 1986 und dem Tod des langjährigen Queen-Frontmanns Freddie Mercury am 24. November 1991. Schlagzeuger Roger Taylor kommentierte dies wie folgt: „Wir dachten nie, dass wir noch einmal auf Tour gehen würden, Paul (Rodgers) kam zufällig dazu und wir schienen eine gemeinsame Chemie zu haben. Paul ist einfach so ein großartiger Sänger. Er versucht nicht, Freddie zu sein.“ Unterstützt wurden May, Taylor und Rodgers bei den Konzerten von den Tournee-Musikern Spike Edney (Keyboards), Danny Miranda (Bass) und Jamie Moses (Gitarre). Erstgenannter begleitete Queen bereits auf deren Tourneen zwischen 1984 und 1986 als Keyboarder. Der langjährige Queen-Bassist John Deacon, der die Band Ende 1997 verlassen hatte, nahm an dieser Tournee nicht teil.

## Hintergrund
Die Zusammenarbeit zwischen Queen und Paul Rodgers begann, als Brian May am 24. September 2004 beim Fender Strat Pack-Konzert anlässlich des 50-jährigen Jubiläums der Fender-Stratocaster-Gitarre in der Londoner Wembley Arena spielte. Mit Unterstützung von May sang Rodgers bei diesem Ereignis den Hit All Right Now seiner Band Free. Danach sprach May von einer guten Chemie zwischen den beiden. Anschließend lud May Rodgers ein, bei der Aufnahme der Band Queen in die UK Music Hall of Fame gemeinsam mit Roger Taylor unter dem Namen Queen + Paul Rodgers aufzutreten. Wiederum aufgrund der neuen guten Chemie zwischen den dreien kündigten sie an, 2005 auf Tournee zu gehen.
Die Queen + Paul Rodgers Tour begann am 28. März 2005 in London und endete am 13. April 2006 in Vancouver. Ursprünglich sollte die Tournee nur Europa umfassen. Nach dem Ende der Europatournee kamen jedoch einige Termine in den USA und Japan sowie dem karibischen Inselstaat Aruba hinzu. 2006 wurde eine groß angelegte Nordamerika-Tournee unternommen. Für Queen waren es die ersten Auftritte in den USA und Kanada seit ihrer Hot Space Tour im Jahr 1982. Auch in Japan spielte die Band zuletzt 1985 im Rahmen ihrer The Works Tour.
Das Bühnenbild für die Tour wurde von Mark Fisher entworfen und war für Queen-Verhältnisse eher minimalistisch, vor allem im Vergleich zur aufwändigeren Bühnentechnik, die später auf der Rock the Cosmos Tour zu sehen sein sollte. Hinter der Bühne befanden sich vier sehr große, speziell angefertigte bewegliche Scheinwerfer, die jeweils eine 3000-Watt-Xenon-Glühbirne enthielten. Von der Hauptbühne aus führte eine große „B-Stage“ in den Innenraum der Halle, die häufig für akustische Darbietungen aller Bandmitglieder genutzt wurde. Die Show begann mit dem Song Lose Yourself von Eminem, der über die Lautsprecheranlage gespielt wurde, und einem Dance-Remix des Queen-Songs It’s a Beautiful Day. Gegen Ende von Lose Yourself kam Paul Rodgers mit einer Gitarre hinter einem großen Vorhang hervor, der einen frühen Blick auf die gesamte Band verhinderte, und sang und spielte eine gekürzte Version des Songs Reachin’ Out. Viele Fans dachten, es sei ein neuer Song, es handelte sich jedoch um ein Lied des Wohltätigkeitsprojektes Rock Therapy aus dem Jahr 1996, bei dem Paul Rodgers und Brian May zusammen mitgespielt hatten. Danach kam May hinzu und spielte das einleitende Riff zu Tie Your Mother Down, bevor der Vorhang fiel und die Band das ganze Lied spielte.
Der erste Teil des Konzerts bestand größtenteils aus Queen-Hits und einigen Songs von Rodgers. Um Fat Bottomed Girls anzukündigen, spielte May das einleitende Riff des früheren Queen-Songs White Man. Rodgers spielte bei Crazy Little Thing Called Love eine gedämpfte Stahlsaitengitarre. Es folgte ein akustischer Teil, wobei Taylor zeitweise das Schlagzeug verließ, um Say It’s Not True auf der B-Stage zu singen, während May akustische Queen-Songs wie Love of My Life und ’39 spielte. Beim Konzert im Hyde Park am 15. Juli 2005 wurde John Lennons Song Imagine als Reaktion auf die Terroranschläge am 7. Juli 2005 in London in die Setlist aufgenommen und nach Love of My Life gespielt. Es wurde zudem eine neu arrangierte Version von Hammer to Fall gespielt, deren erste Strophe langsamer und ruhiger war und von May und Rodgers gesungen wurde. Die zweite Hälfte des Songs wurde von der gesamten Band gespielt, je nach Zustand seiner Stimme sang Rodgers auch diesen Teil oder überließ ihn Taylor. Taylor spielte oft ein kompliziertes Cover des Schlagzeuginstrumentals Let There Be Drums von Sandy Nelson, gefolgt von einer Darbietung von I’m in Love with My Car, wobei Taylor den Leadgesang und die Schlagzeugparts übernahm.
Es folgte ein Gitarrensolo von May, gefolgt vom Bandinstrumental Last Horizon, bei dem eine große Discokugel zum Einsatz kam. Während der zweiten Hälfte des Konzerts verließ Taylor das Schlagzeug, um These Are the Days of Our Lives zu singen, während auf einem Bildschirm nostalgisches Filmmaterial abgespielt wurde, darunter Aufnahmen der Band auf ihren frühen Tourneen in Japan. Es folgte Radio Ga Ga, wobei Taylor die erste und zweite Strophe sang, mit Drum-Samples aus der von Edney kontrollierten Studioversion. Rodgers übernahm den Rest des Lieds, wobei Taylor für den Rest des Lieds live Schlagzeug spielte. Bei Bohemian Rhapsody wurden Freddie Mercurys originale Gesangs- und Klavierspuren verwendet sowie Videomaterial des Queen-Konzertes 1986 im Londoner Wembley-Stadion auf einem Videoscreen gezeigt, während der Rest der Band Livemusik spielte. Nach dem Opernteil sang Rodgers den harten Teil, während die Schlusszeilen des Lieds ein abwechselndes Duett zwischen Rodgers und Mercury waren. Das Lied endete damit, dass Mercury sich auf dem Videoscreen vor der Menge verbeugte und die Band die Bühne verließ. Als Zugabe wurde ein Block aus The Show Must Go On, All Right Now, We Will Rock You und We Are the Champions gespielt, bevor die Band traditionell zu God Save the Queen die Bühne verließ und Taylor seine Drumsticks ins Publikum warf.

## Liveaufnahmen
Unter dem Titel Return of the Champions veröffentlichten Queen + Paul Rodgers im Herbst 2005 einen Mitschnitt des Konzertes am 9. Mai 2005 in Sheffield auf DVD und Doppel-CD.

## Setlist

### Beispiel-Setlist
- Intro (Lose Yourself)
- Reachin’ Out
- Tie Your Mother Down
- I Want to Break Free
- Fat Bottomed Girls
- Wishing Well
- Crazy Little Thing Called Love
- Say It’s Not True
- ’39
- Love of My Life
- Hammer to Fall
- Feel Like Makin’ Love
- Let There Be Drums
- I’m in Love with My Car
- Guitar Solo
- Last Horizon
- These Are the Days of Our Lives
- Radio Ga Ga
- Can’t Get Enough
- A Kind of Magic
- I Want It All
- Bohemian Rhapsody
- The Show Must Go On
- All Right Now
- We Will Rock You
- We Are the Champions
- God Save the Queen (outro)

## Tourdaten
| Nr.                                     | Datum            | Stadt               | Land               | Veranstaltungsort                 | geschätzte Besucherzahl | Anmerkungen                   |
| Leg 1 – Europa                          | Leg 1 – Europa   | Leg 1 – Europa      | Leg 1 – Europa     | Leg 1 – Europa                    | Leg 1 – Europa          | Leg 1 – Europa                |
| --------------------------------------- | ---------------- | ------------------- | ------------------ | --------------------------------- | ----------------------- | ----------------------------- |
| 1                                       | 28. März 2005    | London              | England            | Brixton Academy                   | 4.921                   |                               |
| 2                                       | 30. März 2005    | Paris               | Frankreich         | Le Zénith                         | 4.068                   |                               |
| 3                                       | 1. April 2005    | Madrid              | Spanien            | Palacio de los Deportes           | 11.753                  |                               |
| 4                                       | 2. April 2005    | Barcelona           | Spanien            | Palau Sant Jordi                  | 13.032                  |                               |
| 5                                       | 4. April 2005    | Rom                 | Italien            | PalaLottomatica                   | 7.922                   |                               |
| 6                                       | 5. April 2005    | Assago              | Italien            | FilaForum                         | 8.457                   |                               |
| 7                                       | 7. April 2005    | Florenz             | Italien            | Nelson Mandela Forum              | 4.075                   |                               |
| 8                                       | 8. April 2005    | Pesaro              | Italien            | Adriatic Arena                    | 8.561                   |                               |
| 9                                       | 10. April 2005   | Basel               | Schweiz            | St. Jakobshalle                   | 4.998                   |                               |
| 10                                      | 13. April 2005   | Wien                | Osterreich         | Stadthalle                        | 9.211                   |                               |
| 11                                      | 14. April 2005   | München             | Deutschland        | Olympiahalle                      | 12.671                  |                               |
| 12                                      | 16. April 2005   | Prag                | Tschechien         | Sazka Arena                       | 12.863                  |                               |
| 13                                      | 17. April 2005   | Leipzig             | Deutschland        | Arena Leipzig                     | 9.366                   |                               |
| 14                                      | 19. April 2005   | Frankfurt am Main   | Deutschland        | Festhalle                         | 8.892                   |                               |
| 15                                      | 20. April 2005   | Antwerpen           | Belgien            | Sportpaleis                       | 17.776                  |                               |
| 16                                      | 23. April 2005   | Budapest            | Ungarn             | Papp László Sportaréna            | 6.917                   |                               |
| 17                                      | 25. April 2005   | Dortmund            | Deutschland        | Westfalenhalle                    | 12.343                  |                               |
| 18                                      | 26. April 2005   | Rotterdam           | Niederlande        | Ahoy’ Rotterdam                   | —                       |                               |
| 19                                      | 28. April 2005   | Hamburg             | Deutschland        | Color Line Arena                  | —                       |                               |
| 20                                      | 30. April 2005   | Stockholm           | Schweden           | Globen                            | —                       |                               |
| 21                                      | 3. Mai 2005      | Newcastle upon Tyne | England            | Metro Radio Arena                 | —                       |                               |
| 22                                      | 4. Mai 2005      | Manchester          | England            | Manchester Evening News Arena     | —                       |                               |
| 23                                      | 6. Mai 2005      | Birmingham          | England            | National Exhibition Centre        | —                       |                               |
| 24                                      | 7. Mai 2005      | Cardiff             | Wales              | International Arena               | —                       |                               |
| 25                                      | 9. Mai 2005      | Sheffield           | England            | Hallam FM Arena                   | —                       |                               |
| 26                                      | 11. Mai 2005     | London              | England            | Wembley Arena                     | —                       |                               |
| 27                                      | 13. Mai 2005     | Belfast             | Nordirland         | Odyssey Arena                     | —                       |                               |
| 28                                      | 14. Mai 2005     | Dublin              | Irland             | The Point Depot                   | —                       |                               |
| Leg 2 – Europa (Open Air Shows)         |                  |                     |                    |                                   |                         |                               |
| xx                                      | 11. Juni 2005    | Bergen              | Norwegen           | Varden Amfi                       | —                       |                               |
| 29                                      | 2. Juli 2005     | Lissabon            | Portugal           | Estádio do Restelo                | —                       |                               |
| 30                                      | 6. Juli 2005     | Köln                | Deutschland        | RheinEnergieStadion               | —                       |                               |
| xx                                      | 8. Juli 2005     | London              | England            | Hyde Park                         | —                       | verlegt auf den 15. Juli 2005 |
| xx                                      | 10. Juli 2005    | Nijmegen            | Niederlande        | Goffertpark                       | —                       |                               |
| 31                                      | 10. Juli 2005    | Arnhem              | Niederlande        | GelreDome                         | —                       |                               |
| 32                                      | 15. Juli 2005    | London              | England            | Hyde Park                         | —                       |                               |
| Leg 3 – Nordamerika/Mittelamerika/Asien |                  |                     |                    |                                   |                         |                               |
| 33                                      | 8. Oktober 2005  | Oranjestad          | Aruba              | Aruba Entertainment Center        | —                       |                               |
| 34                                      | 16. Oktober 2005 | East Rutherford     | Vereinigte Staaten | Continental Airlines Arena        | —                       |                               |
| 35                                      | 22. Oktober 2005 | Los Angeles         | Vereinigte Staaten | Hollywood Bowl                    | 16.305                  |                               |
| 36                                      | 26. Oktober 2005 | Saitama             | Japan              | Saitama Super Arena               | —                       |                               |
| 37                                      | 27. Oktober 2005 | Saitama             | Japan              | Saitama Super Arena               | —                       |                               |
| 38                                      | 29. Oktober 2005 | Yokohama            | Japan              | Yokohama Arena                    | —                       |                               |
| 39                                      | 30. Oktober 2005 | Yokohama            | Japan              | Yokohama Arena                    | —                       |                               |
| 40                                      | 1. November 2005 | Nagoya              | Japan              | Nagoya Dome                       | —                       |                               |
| 41                                      | 3. November 2005 | Fukuoka             | Japan              | Fukuoka Yahoo! Japan Dome         | —                       |                               |
| Leg 4 – Nordamerika                     |                  |                     |                    |                                   |                         |                               |
| 42                                      | 3. März 2006     | Miami               | Vereinigte Staaten | American Airlines Arena           | 5.897                   |                               |
| 43                                      | 4. März 2006     | Jacksonville        | Vereinigte Staaten | Veterans Memorial Arena           | 3.769                   |                               |
| 44                                      | 7. März 2006     | Duluth              | Vereinigte Staaten | The Arena at Gwinnett Center      | 5.909                   |                               |
| 45                                      | 8. März 2006     | Washington, D.C.    | Vereinigte Staaten | MCI Center                        | 9.475                   |                               |
| 46                                      | 10. März 2006    | Worcester           | Vereinigte Staaten | DCU Center                        | —                       |                               |
| 47                                      | 12. März 2006    | Uniondale           | Vereinigte Staaten | Nassau Veterans Memorial Coliseum | 7.697                   |                               |
| 48                                      | 14. März 2006    | Philadelphia        | Vereinigte Staaten | Wachovia Spectrum                 | —                       |                               |
| 49                                      | 16. März 2006    | Toronto             | Kanada             | Air Canada Centre                 | 11.279                  |                               |
| 50                                      | 17. März 2006    | Buffalo             | Vereinigte Staaten | HSBC Arena                        | —                       |                               |
| 51                                      | 20. März 2006    | Pittsburgh          | Vereinigte Staaten | Mellon Arena                      | —                       |                               |
| 52                                      | 21. März 2006    | Cleveland           | Vereinigte Staaten | Gund Arena                        | 6.218                   |                               |
| 53                                      | 23. März 2006    | Rosemont            | Vereinigte Staaten | Allstate Arena                    | 7.441                   |                               |
| 54                                      | 24. März 2006    | Auburn Hills        | Vereinigte Staaten | Palace of Auburn Hills            | 10.296                  |                               |
| 55                                      | 26. März 2006    | St. Paul            | Vereinigte Staaten | Xcel Energy Center                | —                       |                               |
| 56                                      | 27. März 2006    | Milwaukee           | Vereinigte Staaten | Bradley Center                    | 6.282                   |                               |
| 57                                      | 31. März 2006    | Glendale            | Vereinigte Staaten | Glendale Arena                    | —                       |                               |
| 58                                      | 1. April 2006    | San Diego           | Vereinigte Staaten | Cox Arena                         | 6.030                   |                               |
| 59                                      | 3. April 2006    | Anaheim             | Vereinigte Staaten | Arrowhead Pond                    | 9.085                   |                               |
| 60                                      | 5. April 2006    | San Jose            | Vereinigte Staaten | HP Pavilion at San Jose           | —                       |                               |
| 61                                      | 7. April 2006    | Paradise            | Vereinigte Staaten | MGM Grand Garden Arena            | 6.359                   |                               |
| 62                                      | 10. April 2006   | Seattle             | Vereinigte Staaten | KeyArena                          | 4.592                   |                               |
| 63                                      | 11. April 2006   | Portland            | Vereinigte Staaten | Rose Garden Arena                 | 4.234                   |                               |
| 64                                      | 13. April 2006   | Vancouver           | Kanada             | Pacific Coliseum                  | –                       |                               |

## Band
- Paul Rodgers: Gesang, Gitarre bei Crazy Little Thing Called Love
- Brian May: Gitarre, Hintergrundgesang
- Roger Taylor: Schlagzeug, Percussion, Hintergrundgesang
- Freddie Mercury: vorab aufgenommener Gesang bei Bohemian Rhapsody und It’s a Beautiful Day, vorab aufgenommenes Klavier bei Bohemian Rhapsody
- Spike Edney: Keyboards, Klavier, Hintergrundgesang, Gitarre bei Hammer to Fall
- Danny Miranda: Bass, Gitarre, Hintergrundgesang
- Jamie Moses: Gitarre, Hintergrundgesang